# SignEasy
SignEasy est une solution basée sur le cloud pour signer et remplir des documents ou faire signer des documents depuis un téléphone, une tablette ou un ordinateur. Les signatures effectuées avec SignEasy sont conformes à la loi ESIGN ainsi qu'à l'eIDAS et à la directive européenne (CE/1999/93),,.
SignEasy a été présenté sur TNW, LifeHacker, Inc, Engadget, Forbes, Mashable et bien d'autres,.

## Historique et réalisations
SignEasy a été fondée en 2010 par Sunil Patro et a été présentée comme une meilleure application commerciale par Apple consécutivement en 2014 et 2015 et a également été préinstallée par Apple sur ses appareils de démonstration. Apple a également présenté SignEasy dans sa campagne iPad « Tout change avec l'iPad », dans le cadre de la « Small Business Collection ».  
SignEasy a son siège social à San Francisco et un bureau à Bangalore, en Inde.
SignEasy est disponible sur le Google Playstore avec plus de 3,5 millions de téléchargements et plus de 5 millions de documents traités et utilisés à travers plus de 150 pays et la plateforme Apple ainsi que l'iOS 8 et Touch ID (scanner d'empreintes digitales),,.
SignEasy permet aux utilisateurs d'envoyer des documents à d'autres personnes pour qu'elles les signent,.  
SignEasy a été présenté sur TNW, LifeHacker, Inc, Engadget, Forbes, Mashable et bien d'autres,.
SignEasy fonctionne avec Google Drive, Gmail, Zoho CRM, Dropbox, Evernote, entre autres.